# آرامگاه پیرکربلایی علی
بقعه پیرکربلایی علی مربوط به اواخر دوره قاجار است و در ۲ کیلومتری جاده قدیم لار، شیراز واقع شده و این اثر در تاریخ ۱۹ مرداد ۱۳۸۴ با شمارهٔ ثبت ۱۲۷۶۰ به‌عنوان یکی از آثار ملی ایران به ثبت رسیده‌است.